# 三郷駅 (奈良県)
三郷駅（さんごうえき）は、奈良県生駒郡三郷町立野（たつの）南二丁目にある、西日本旅客鉄道（JR西日本）関西本線の駅である。駅番号はJR-Q30。「大和路線」の愛称区間に含まれている。

## 歴史
- 1980年（昭和55年）3月3日：国鉄の駅（旅客駅）として、関西本線の王寺駅 - 河内堅上駅間に新設開業[2]。
  - 地元三郷町の住民達の請願によって建てられている。駅前にそれを記念した碑がある。
- 1987年（昭和62年）4月1日：国鉄分割民営化により、西日本旅客鉄道（JR西日本）の駅となる[2]。
- 1988年（昭和63年）3月13日：路線愛称の制定により、「大和路線」の愛称を使用開始。
- 1998年（平成10年）7月21日：自動改札機を設置し、供用開始[3]。
- 2003年（平成15年）11月1日：ICカード「ICOCA」の利用が可能となる[4]。
- 2009年（平成21年）10月4日：大阪環状・大和路線運行管理システム導入。
- 2014年（平成26年）
  - 2月13日：みどりの窓口の営業が終了。
  - 2月14日：みどりの券売機プラスを導入。
- 2017年（平成29年）10月22日：台風21号による大雨で付近を流れる大和川が氾濫。駅構内が冠水する事態となった。
- 2018年（平成30年）3月17日：駅ナンバリングが導入され、使用を開始。
- 2025年（令和7年）1月9日：みどりの券売機プラスを撤去[5]。

## 駅構造
相対式ホーム2面2線を持つ地上駅で、分岐器や絶対信号機がない停留所に分類される。ホーム有効長は8両編成分。駅舎側ホームが王寺方面行き、跨線橋を渡って反対側のホームが、天王寺方面行きである。ただし、ホーム自体は、将来的に島式・単式複合型2面3線のホームへと変更できるようになっている。
王寺駅が管理し、JR西日本交通サービスが駅業務を受託する業務委託駅である。かつてはみどりの窓口があったが、2014年2月13日をもって営業を終了し2月14日よりみどりの券売機プラスが稼動した（以降も市販の「JR時刻表」などでは、「みどりの窓口設置駅」として扱われていた）。2025年1月9日をもってみどりの券売機プラスの稼働も終了。ICカード乗車券「ICOCA」が利用することができる（相互利用可能ICカードはICOCAの項を参照）。一部時間帯は無人となる。そのため改札機・券売機・精算機付近にはインターホンがあり、無人時間帯はコールセンターのオペレーターが対応し各種機器を遠隔制御している。

### のりば
| のりば | 路線     | 方向 | 行先                     |
| ------ | -------- | ---- | ------------------------ |
| 1      | 大和路線 | 上り | 王寺・奈良方面           |
| 2      | 大和路線 | 下り | 天王寺・JR難波・大阪方面 |

- 上表の路線名は旅客案内上の名称（愛称）で表記している。

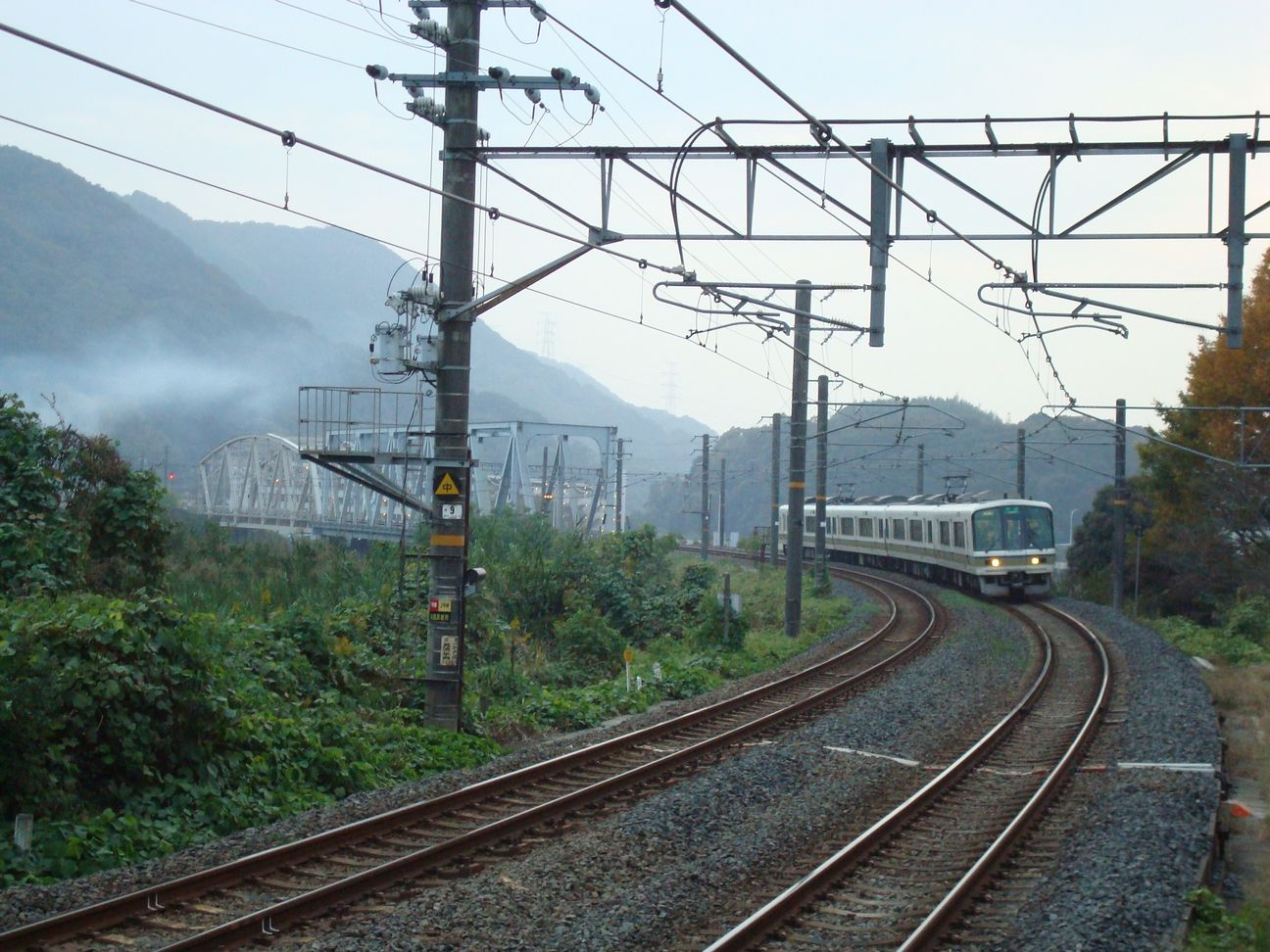
ホーム（河内堅上方面・2010年11月）

## 利用状況
2023年度の1日平均乗降人員は3,156人である。
各年度の1日平均乗車人員は以下の通りである。
| 年度   | 1日平均 乗車人員 |
| ------ | ---------------- |
| 1997年 | 2,826            |
| 1998年 | 3,018            |
| 1999年 | 3,140            |
| 2000年 | 2,924            |
| 2001年 | 2,893            |
| 2002年 | 2,773            |
| 2003年 | 2,666            |
| 2004年 | 2,581            |
| 2005年 | 2,607            |
| 2006年 | 2,520            |
| 2007年 | 2,463            |
| 2008年 | 2,289            |
| 2009年 | 2,228            |
| 2010年 | 2,245            |
| 2011年 | 2,226            |
| 2012年 | 2,139            |
| 2013年 | 2,077            |
| 2014年 | 2,053            |
| 2015年 | 2,068            |
| 2016年 | 2,065            |
| 2017年 | 2,067            |
| 2018年 | 2,035            |
| 2019年 | 2,036            |
| 2020年 | 1,630            |

## 駅周辺
ここから県境にかけては「亀の瀬」と呼ばれる大和川沿いの難所で、歴史上この街道（現在は国道25号）に何度も地滑りの被害をもたらしてきた。関西本線自体が地滑りで不通になってしまうこともあった。
特に1932年（昭和7年）1月に発生した地滑りは隣の河内堅上駅と（当時は未設置の）この駅の間にあった「亀ノ瀬トンネル」を崩壊させ、関西本線を長期にわたり分断した。分断されている間はトンネルの両出口に臨時乗降場を設け、その間を徒歩連絡した。同年大晦日にこの区間は復旧したが、ルートは変更されている。これが現在線である。現在線の対岸がかつてトンネルがあった場所で、急曲線で大和川を渡り、また対岸に戻っていく不可解なルートを取るのは、この地滑り地帯を避けたためである。ちなみにこのルート自体もトンネルのある山（再度大和川をわたる前のトンネル）の地滑り対策工事が行われており難所である。
- 龍田大社
- 西和警察署三郷駅前交番
- 日本郵便 三郷立野郵便局
- 奈良交通「三郷駅」停留所 - 28・29系統

2017年（平成29年）10月22日、台風21号が付近を通過した際の豪雨により大和川が決壊し、当駅のホームが冠水し列車が運休した。

## 隣の駅
西日本旅客鉄道（JR西日本）
 大和路線（関西本線）
■ 大和路快速・■ 直通快速・■ 快速・■ 区間快速
通過
■ 普通
王寺駅 (JR-Q31) - 三郷駅 (JR-Q30) - 河内堅上駅 (JR-Q29)
- なお当駅と河内堅上駅の間にあたる地点には、稲葉山仮停車場（王寺駅から路線延伸した際の暫定的な終着）と亀瀬仮停車場（柏原駅から路線延伸した際の暫定的な終着）が、奈良駅 - 湊町駅（現在のJR難波駅）間全通までの間それぞれ存在していた。詳細は亀ノ瀬トンネルの項を参照。

## その他
当駅は、奈良県のJR駅で唯一、全ての快速が停車しない駅である。なお、一部の快速が通過する駅としては、他に平城山駅が存在する。